# Oswald Scott
Oswald Arthur Scott (17 de junio de 1893-19 de mayo de 1960) fue un militar y diplomático británico. Fue ministro en Finlandia y embajador en Perú.

## Biografía
Nacido en 1893, fue hijo de Archibald Edward Scott y Cecilia Maria Bolitho. Fue hermano de sir Jervoise Bolitho Scott, 1.er baronet.
Realizó sus estudios en el Eton College y en el Magdalen College, de Oxford.
Se casó con Hermione Monica Ferrand, en 1917, y, tras divorciarse de esta, con Margaret Wolryche-Whitmore, en 1934.
Sirvió en el Ejército británico durante la I Guerra Mundial como mayor en el 10.º batallón del Regimiento Hampshire (1914-1918), en Salónica, por lo que recibió la Orden del Servicio Distinguido. Tras ingresar al servicio diplomático, fue primer secretario en Madrid (1933) y consejero en Bagdad (1937) y Lisboa (1938).
En 1947, fue nombrado ministro plenipotenciario en Finlandia, cargo que ocupó hasta 1951. Ese último año, fue designado embajador en el Perú (1951-1953).